# Haftkoeffizient
Der Haftkoeffizient {\displaystyle s(\theta )} ist ein Begriff aus der Oberflächenphysik/Oberflächenchemie. Er bezeichnet die Wahrscheinlichkeit, dass ein Teilchen, also ein Atom oder Molekül, das auf eine Oberfläche trifft, an ihr haften bleibt, also adsorbiert wird.
Der Haftkoeffizient nimmt häufig mit zunehmendem Bedeckungsgrad {\displaystyle \theta } der Oberfläche ab, bei vollständiger Bedeckung wird er dann fast null. Der Verlauf des Haftkoeffizienten über dem Bedeckungsgrade lässt sich mit dem Modell des Precursor-Zustands erklären.